# Віктор Аяла
Віктор Аяла (ісп. Víctor Ayala, нар. 1 січня 1988, Еусебіо-Айала) — парагвайський футболіст, фланговий півзахисник, півзахисник клубу «Ланус».
Виступав, зокрема, за клуби «Спорт Коломбія» та «Лібертад», а також національну збірну Парагваю.

## Клубна кар'єра
Народився 1 січня 1988 року в місті Еусебіо-Айала. Вихованець футбольної школи клубу «Спорт Колумбія».
У дорослому футболі дебютував 2005 року виступами за команду клубу «Спорт Коломбія», в якій провів один сезон, взявши участь у 11 матчах чемпіонату.
Протягом 2006—2007 років захищав кольори команди клубу «Рубіо Нью».
Своєю грою за останню команду привернув увагу представників тренерського штабу клубу «Лібертад», до складу якого приєднався 2007 року. Відіграв за команду з Асунсьйона наступні п'ять сезонів своєї ігрової кар'єри. Більшість часу, проведеного у складі «Лібертада», був основним гравцем команди.
До складу аргентинського клубу «Ланус» приєднався 2012 року. Відтоді встиг відіграти за команду з Лануса 126 матчів в національному чемпіонаті.

## Виступи за збірну
2011 року дебютував в офіційних матчах у складі національної збірної Парагваю. Наразі провів у формі головної команди країни 19 матчів, забивши 1 гол.
У складі збірної був учасником Кубка Америки 2016 року в США.

## Статистика виступів

### Статистика клубних виступів
| Сезон                     | Команда           | Чемпіонат | Чемпіонат | Національний кубок | Національний кубок | Континентальні кубки | Континентальні кубки | Усього | Усього |
| Сезон                     | Команда           | Ігор      | Голів     | Ігор               | Голів              | Ігор                 | Голів                | Ігор   | Голів  |
| ------------------------- | ----------------- | --------- | --------- | ------------------ | ------------------ | -------------------- | -------------------- | ------ | ------ |
| «Спорт Коломбія» Парагвай | 2005              | 1         | 1         | -                  | -                  | -                    | -                    | 1      | 1      |
| «Спорт Коломбія» Парагвай | 2006              | 10        | 2         | -                  | -                  | -                    | -                    | 10     | 2      |
| «Спорт Коломбія» Парагвай | Разом             | 11        | 3         | -                  | -                  | -                    | -                    | 11     | 3      |
| «Рубіо Нью» Парагвай      | 2006              | 19        | 3         | -                  | -                  | -                    | -                    | 10     | 3      |
| «Рубіо Нью» Парагвай      | 2007              | 10        | 4         | -                  | -                  | -                    | -                    | 10     | 4      |
| «Рубіо Нью» Парагвай      | Разом             | 20        | 7         | -                  | -                  | -                    | -                    | 20     | 7      |
| «Лібертад» Парагвай       | 2009              | 0         | 0         | -                  | -                  | 2                    | 0                    | 2      | 0      |
| «Лібертад» Парагвай       | 2010              | 23        | 1         | -                  | -                  | 11                   | 2                    | 34     | 3      |
| «Лібертад» Парагвай       | 2011              | 34        | 2         | -                  | -                  | 14                   | 2                    | 48     | 4      |
| «Лібертад» Парагвай       | 2012              | 18        | 1         | -                  | -                  | 10                   | 0                    | 28     | 1      |
| «Лібертад» Парагвай       | Разом             | 75        | 4         | -                  | -                  | 37                   | 4                    | 112    | 8      |
| «Ланус» Аргентина         | 2012/13           | 35        | 4         | 1                  | 0                  | -                    | -                    | 36     | 4      |
| «Ланус» Аргентина         | 2013/14           | 30        | 4         | -                  | -                  | 21                   | 3                    | 51     | 7      |
| «Ланус» Аргентина         | 2014              | 17        | 4         | 1                  | 0                  | 5                    | 1                    | 23     | 5      |
| «Ланус» Аргентина         | 2015              | 27        | 5         | 5                  | 1                  | 4                    | 0                    | 36     | 6      |
| «Ланус» Аргентина         | Разом             | 109       | 17        | 7                  | 1                  | 30                   | 4                    | 146    | 22     |
| Усього за кар'єру         | Усього за кар'єру | 215       | 31        | 7                  | 1                  | 67                   | 8                    | 289    | 40     |

## Титули і досягнення

### Клубні
- «Ланус»

Південноамериканський кубок (1): 2013

### Збірні
- Чемпіон Південної Америки (U-16): 2004